# Arganza (kommun)
Arganza är en kommun i Spanien.   Den ligger i provinsen Provincia de León och regionen Kastilien och Leon, i den nordvästra delen av landet, 300 km nordväst om huvudstaden Madrid. Antalet invånare är 850. Arean är 40 kvadratkilometer. Arganza gränsar till Camponaraya, Cacabelos, Villafranca del Bierzo, Vega de Espinareda, Sancedo och Cabañas Raras. 
Terrängen i Arganza är kuperad åt nordväst, men åt sydost är den platt.